# Leichhardt Municipality
Koordinaten: 33° 53′ S, 151° 9′ O

Die Municipality of Leichhardt war ein lokales Verwaltungsgebiet (LGA) im australischen Bundesstaat New South Wales. Leichhardt gehörte zur Metropole Sydney, der Hauptstadt von New South Wales. Das Gebiet war 11 km² groß und hatte etwa 52.000 Einwohner. 2016 ging Leichhardt im Inner West Council auf.
Leichhardt lag in der Mitte der Inner City von Sydney südlich des Hafens und grenzte im Osten an das Stadtzentrum. Das Gebiet beinhaltete 10 Stadtteile: Balmain, Balmain East, Birchgrove, Cockatoo Island, Glebe Point, Leichhardt, Lilyfield, Rozelle und Teile von Annandale und Westgate. Der Sitz des Municipality Councils befand sich im Stadtteil Leichhardt im Südwesten der LGA.
Benannt wurde sie nach dem deutschen Australienforscher Ludwig Leichhardt.

## Verwaltung
Der Leichhardt Council hatte zwölf Mitglieder, die von den Bewohnern von vier Wards gewählt wurden (je drei Councillor aus Birrabirragal/Balmain, Wangal/Rozelle-Lilyfield, Gadigal/Annandale-Leichhardt und Eora/Leichhardt-Lilyfield Ward). Diese vier Bezirke waren unabhängig von den Stadtteilen festgelegt. Aus dem Kreis der Councillor rekrutierte sich auch der Mayor (Bürgermeister) des Councils.

## Städtepartnerschaft
- Maliana, Osttimor